# Lactasa
La lactasa, un tipo de β-galactosidasa, es una enzima producida en el intestino delgado y que se sintetiza durante la infancia lactante de todos los mamíferos; la cual actúa sobre la lactosa presente en la leche. Su acción es imprescindible para el proceso de conversión de la lactosa, azúcar doble (disacárido), en sus componentes glucosa y galactosa. La lactasa se produce en el borde de cepillo de las células que recubren las vellosidades intestinales. Pertenece a la familia de las disacaridasas, que son las enzimas que se encargan de romper los disacáridos en los monosacáridos que los forman.
Algunos microorganismos, como las bacterias lácticas, producen igualmente lactasa. Esto les permite hidrolizar la lactosa y metabolizar sus componentes: la glucosa vía glucólisis y la galactosa por la ruta de Leloir o la ruta de la tagatosa-6-fosfato.
En los mamíferos, con la edad se produce un descenso fisiológico de la secreción de lactasa. No obstante, en los seres humanos se han desarrollado mutaciones genéticas que permiten la secreción de la lactasa durante la vida adulta, como parte de una adaptación evolutiva en las poblaciones que han domesticado ganado lechero y han seguido consumiendo leche durante la edad adulta.
Cuando no se produce suficiente lactasa, la lactosa no se digiere correctamente (maldigestión) y puede provocar una malabsorción de lactosa. La intolerancia a la lactosa son los síntomas de esta malabsorción. El consumo de productos lácteos por parte de personas con intolerancia a la lactosa no produce daños en el tracto gastrointestinal, sino que se limita a síntomas transitorios. Una gran parte de las personas que creen tener intolerancia a la lactosa no presentan en realidad malabsorción de lactosa, por lo que sus síntomas gastrointestinales no tienen relación con el consumo de lactosa sino que se deben a la presencia de enfermedades no diagnosticadas, tales como la enfermedad celíaca, la enfermedad inflamatoria intestinal o el sobrecrecimiento bacteriano. Asimismo, la intolerancia a la lactosa con frecuencia es confundida con una alergia a la leche, especialmente difícil de diagnosticar cuando es no mediada por IgE.

## Biosíntesis
La pre-pro-LPH es procesada proteolíticamente para eliminar la secuencia del péptido señal del N-terminal en el Retículo endoplasmático (RE). Es sintetizada en forma de cadena única N-glicosilada con una gran cantidad de manosa, llamada pro-LPH (Mr=215-245 kDa).
La LPH forma dímeros durante su biosíntesis. En humanos, sucede durante el paso por el RE. En el Aparato de Golgi, la glucosilación con alto contenido de manosa la LPH adquiere glicosilación con enlace 0. Dando lugar a un aumento de 4 veces más de la actividad enzimática.  
El pro péptido de pro-LPH se escinde durante el transporte a través del Aparato de Golgi. En humanos, sucede después de la Arg734. La escisión es generada una convertasa. Dando lugar a una LPH procesada de 1192 aminoácidos (LPH madura) (Mr=160kDa). Esta LPH madura será transportada a la superficie celular. Esta se procesará mediante una combinación de peptidasas junto un corte final de la tripsina, durante el transporte a la superficie celular.
La LPH madura sin el pro péptido no se puede transportar a la superficie celular. Esta será degradada intracelularmente debido a un plegamiento incorrecto. Parece ser que el pro péptido sirve como una chaperona intracelular que asegura un plegamiento correcto de la LPH madura para poder ser transportada hacia la superficie celular.

## Secreción de lactasa en los mamíferos
En los mamíferos, con la edad se produce un descenso fisiológico de la secreción de lactasa. No obstante, en los seres humanos se han desarrollado mutaciones genéticas que permiten la secreción de la lactasa durante la vida adulta, como parte de una adaptación evolutiva. Estas mutaciones se han producido durante la evolución humana varias veces de forma independiente, en diferentes zonas del mundo, probablemente relacionadas con la domesticación del ganado lechero durante los últimos 10 000 años. Múltiples variantes han permitido a varias poblaciones modificar rápidamente la expresión del gen que codifica la lactasa (LCT, por sus siglas en inglés ) y han sido fuertemente conservadas en las poblaciones que consumen leche durante la vida adulta. La persistencia de lactasa se hereda como un rasgo mendeliano dominante. Concretamente, la actividad de la lactasa se mantiene en la edad adulta en Europa (centro y norte, con descenso de la prevalencia hacia el sur), en África (norte y poblaciones de pastores) y Arabia (poblaciones de pastores), donde se continuó ancestralmente la toma de leche tras el destete. Por el contrario, en las culturas que no han tenido relación con animales productores de leche, como la japonesa, la china, la india, la mayor parte de África (poblaciones de agricultores), etc., la proporción de intolerancia primaria a la lactosa es elevada. Se calcula que en la actualidad, un 15% de la población es intolerante a la lactosa.

## Anomalías
Cuando no se produce suficiente lactasa, la lactosa (el azúcar de la leche) no se digiere correctamente (maldigestión) y puede provocar una malabsorción de lactosa. La intolerancia a la lactosa es la manifestación clínica (los síntomas) de esta malabsorción, si bien no se produce en todos los casos. Los síntomas que pueden aparecer incluyen dolor abdominal, distensión, borborigmos, diarrea e incluso estreñimiento y vómitos.
En función de su origen, existen tres formas de intolerancia a la lactosa:

### Deficiencia primaria de lactasa
Está causada por el descenso fisiológico de la secreción de lactasa que ocurre con la edad en todos los mamíferos. No obstante, en los seres humanos se han desarrollado mutaciones genéticas que permiten la secreción de la lactasa durante la vida adulta, como ocurre por ejemplo en la raza caucásica (blanca).
En estos casos, la malabsorción de lactosa no siempre se acompaña de síntomas y suele responder a dietas exentas o con bajo contenido de lactosa. Las personas sanas con deficiencia primaria o permanente de lactasa son capaces de consumir al menos 12 g de lactosa por comida (la cantidad contenida en una taza de leche) sin experimentar ningún síntoma o solo síntomas leves. Esta tolerancia mejora si la leche es consumida junto con las comidas, eligiendo leche baja en lactosa, sustituyendo la leche por yogur o quesos curados, o tomando suplementos de lactasa. Asimismo, el consumo regular de alimentos lácteos por parte de personas con deficiencia primaria de lactasa puede permitir una adaptación favorable de las bacterias del colon, que pueden ayudar a la descomposición de la lactosa, permitiendo una tolerancia progresiva y mantenida a la lactosa.
La intolerancia a la lactosa primaria está ampliamente sobre diagnosticada, especialmente en niños y adolescentes. Frecuentemente, se interpretan como "normales" o primarias las formas de malabsorción secundarias o adquiridas, lo cual desemboca en largos retrasos en el diagnóstico de enfermedades subyacentes graves, causantes de la malabsorción, tales como la enfermedad celíaca o la enfermedad inflamatoria intestinal. A esta confusión contribuye la extendida creencia de que la intolerancia a la lactosa provoca retraso del crecimiento, fatiga y otros problemas. No obstante, estos signos y síntomas no pueden ser explicados por la malabsorción de la lactosa.

### Deficiencia secundaria de lactasa
La malabsorción secundaria de lactosa se debe a una deficiencia de lactasa en las personas que mantienen la secreción de lactasa en la vida adulta, como consecuencia de enfermedades que provocan lesión de la pared intestinal. Una vez que el principal problema se resuelve, los productos lácteos a menudo pueden ser consumidos normalmente, con lo que además se evita una exclusión innecesaria de esta importante fuente de calcio.
Entre las principales enfermedades que provocan deficiencia secundaria de lactasa cabe destacar:
- La enfermedad celíaca[19] sin tratamiento,[20] en la que suele aparecer asociada una intolerancia a la lactosa transitoria por deficiencia relativa de lactasa.[21] Por esta razón, al comienzo de la dieta sin gluten (DSG) es conveniente restringir la leche y sus derivados. Se pueden introducir de forma gradual pasados entre 1 y 2 meses desde la implantación de la DSG, ya que la intolerancia a la lactosa es secundaria al gluten[21] y suele desaparecer por completo durante los tres primero meses de dieta estricta.[20]

- Enfermedad de Crohn.[19]

- Infección gastrointestinal.[2] Se trata de un episodio agudo de gastroenteritis infecciosa que lleva asociado un daño en la mucosa del intestino.[22] Generalmente, su duración es muy corta, unos pocos días, y solamente se justifica retirar la lactosa en niños malnutridos y con deshidratación.[1]

- Enteropatías sensibles a proteínas de leche de vaca. La tolerancia se recupera rápidamente tras la retirada de las proteínas de leche de vaca de la dieta, con normalización por lo general en un plazo de 4 a 6 semanas. La alergia a leche de vaca mediada por IgE no se acompaña de enteropatía y en consecuencia, no presenta intolerancia a la lactosa.[1]

- Medicamentos. Hay cierta gama de fármacos que pueden dar como resultado un daño mucoso en el tracto gastrointestinal. Algunos de éstos son: antiinflamatorios no esteroideos (AINE), como la aspirina y el ibuprofeno; antibióticos, etc.

- Otras: gastropatía diabética, síndrome carcinoide,[19] cirugías abdominales,[2] giardiasis,[19][1]malnutrición, enteritis actínica, enteritis regional, fibrosis quística, etc.

### Deficiencia congénita de lactasa
La deficiencia congénita de lactasa es una enfermedad de la infancia extremadamente rara, de la que sólo se han documentado aproximadamente 40 casos en todo el mundo, principalmente en Finlandia. Fue descrita por primera vez en 1959 por Holzel y cols. No debe ser confundida con la deficiencia primaria ni la secundaria.
Se presenta de inmediato en el recién nacido, coincidiendo con la alimentación con leche materna o artificial. Responde a la retirada de la lactosa y el bebé tolera adecuadamente la glucosa y sus polímeros.